# Anemia proxima
Anemia proxima är en ormbunkeart som beskrevs av Carl Frederik Albert Christensen. Anemia proxima ingår i släktet Anemia och familjen Anemiaceae. Inga underarter finns listade.